# Liste der Generalgouverneure von Jamaika
Tabellarische Aufstellung der Generalgouverneure von Jamaika:
Hier gelistet sind alle Gouverneure und Generalgouverneure Jamaikas seit 1661. Zwischen der Inbesitznahme 1654 und 1661 wurde die Inselverwaltung vom höchstrangigen anwesenden Offizier geleitet.

## Kolonie (1661–1866)
Soweit nicht anders angegeben lautete der Titel Gouverneur.
| Name                                     | Lebensdaten                            | Amtszeit  | Bemerkungen                                                         |
| ---------------------------------------- | -------------------------------------- | --------- | ------------------------------------------------------------------- |
| General Edward Doyley                    |                                        | 1661      | Militärkommandant                                                   |
| Thomas Hickman-Windsor, 7. Baron Windsor |                                        | 1662      | Militärkommandant                                                   |
| Sir John Lyttelton                       |                                        | 1662–1664 | Deputy Governor                                                     |
| Oberst Thomas Lynch                      |                                        | 1664      | kommissarisch                                                       |
| Oberst Edward Morgan                     |                                        | 1664      | kommissarisch                                                       |
| Sir Edward Morgan                        |                                        | 1664      | Lieutenant Governor                                                 |
| Sir Thomas Modyford                      | 1620 – 1679                            | 1664–1671 |                                                                     |
| Sir Thomas Lynch                         |                                        | 1671–1674 | Lieutenant Governor                                                 |
| John Vaughan                             |                                        | 1675–1678 |                                                                     |
| Sir Henry Morgan                         | um 1635 – 25. August 1688              | 1678      | Lieutenant Governor (1. Amtszeit)                                   |
| Charles Howard, 1. Earl of Carlisle      | 1629 – 24. Februar 1685                | 1678–1680 |                                                                     |
| Sir Henry Morgan                         | s. o.                                  | 1680–1682 | Lieutenant Governor (2. Amtszeit)                                   |
| Sir Thomas Lynch                         |                                        | 1682–1684 | (2. Amtszeit)                                                       |
| Oberst Hender Molesworth                 |                                        | 1684–1687 | Lieutenant Governor                                                 |
| Christopher Monck, 2. Duke of Albemarle  | 14. August 1653 – 6. Oktober 1688      | 1687–1688 |                                                                     |
| Sir Francis Watson                       |                                        | 1688–1690 |                                                                     |
| William O’Brien, 2. Earl of Inchiquin    |                                        | 1690–1692 |                                                                     |
| John White                               |                                        | 1692      | kommissarisch                                                       |
| John Bourden                             |                                        | 1692–1693 | kommissarisch                                                       |
| Sir William Beeston                      |                                        | 1693–1702 | Lieutenant Governor                                                 |
| General William Selwyn                   |                                        | 1702      |                                                                     |
| Peter Beckford                           |                                        | 1702      |                                                                     |
| Oberst Thomas Handasyd                   |                                        | 1702–1704 |                                                                     |
| Sir Thomas Handasyd                      |                                        | 1704–1711 |                                                                     |
| Lord Archibald Hamilton                  | 1673 – 5. April 1754                   | 1711–1716 |                                                                     |
| Peter Heywood                            |                                        | 1716–1718 |                                                                     |
| Sir Nicholas Lawes                       | 1718 – 1722                            | 1718–1722 |                                                                     |
| Henry Bentinck, 1. Duke of Portland      | 17. März 1682 – 4. Juli 1726           | 1722–1726 |                                                                     |
| John Ayscough                            |                                        | 1726–1728 | kommissarisch                                                       |
| Generalmajor Robert Hunter               | 1666 – 1734                            | 1728–1734 |                                                                     |
| John Ayscough                            |                                        | 1734–1735 | kommissarisch                                                       |
| John Gregory                             |                                        | 1735      | kommissarisch                                                       |
| Henry Cunningham                         |                                        | 1735–1736 |                                                                     |
| John Gregory                             |                                        | 1736–1738 |                                                                     |
| Edward Trelawny                          |                                        | 1738–1752 | Namensgeber des Trelawny Parish                                     |
| Admiral Charles Knowles                  | 1704 – 9. Dezember 1777                | 1752–1756 |                                                                     |
| Henry Moore                              | 1713 – 11. September 1769              | 1756–1759 | Lieutenant Governor                                                 |
| General George Haldane                   |                                        | 1759      |                                                                     |
| Henry Moore                              |                                        | 1760–1762 | Lieutenant Governor (2. Amtszeit)                                   |
| William Henry Lyttelton                  |                                        | 1762–1766 |                                                                     |
| Roger Hope Elletson                      |                                        | 1766–1767 | Lieutenant Governor                                                 |
| Sir William Trelawny                     |                                        | 1767–1772 |                                                                     |
| Oberst John Dalling                      | um 1731 – 16. Januar 1798              | 1772–1774 | Lieutenant Governor (1. Amtszeit)                                   |
| Sir Basil Keith                          |                                        | 1774–1777 |                                                                     |
| Oberst John Dalling                      |                                        | 1777–1781 | Lieutenant Governor (2. Amtszeit)                                   |
| Generalmajor Archibald Campbell          | 1739 – 1791                            | 1781–1784 |                                                                     |
| Brigadegeneral Alured Clarke             | 24. November 1744 – 16. September 1832 | 1784–1790 | Lieutenant Governor                                                 |
| Thomas Howard, 3. Earl of Effingham      |                                        | 1790–1791 |                                                                     |
| Generalmajor Adam Williamson             |                                        | 1791–1795 | Lieutenant Governor                                                 |
| Alexander Lindsay, 6. Earl of Balcarres  | 18. Januar 1752 – 27. März 1825        | 1795–1801 | Lieutenant Governor                                                 |
| Generalleutnant George Nugent            | 10. Juni 1757 – 11. März 1849          | 1801–1806 | Lieutenant Governor                                                 |
| Sir Eyre Coote                           | 1762 – 1823                            | 1806–1808 | Lieutenant Governor                                                 |
| William Montagu, 5. Duke of Manchester   | 21. Oktober 1771 – 18. März 1843       | 1808–1811 | (1. Amtszeit)                                                       |
| Generalleutnant Edward Morrison          |                                        | 1811–1813 | Lieutenant Governor                                                 |
| William Montagu, 5. Duke of Manchester   | s. o.                                  | 1813–1821 | (2. Amtszeit)                                                       |
| Generalmajor Henry Conran                |                                        | 1821–1822 | Lieutenant Governor                                                 |
| William Montagu, 5. Duke of Manchester   |                                        | 1822–1827 | (3. Amtszeit)                                                       |
| Generalmajor Sir John Keane              | 6. Februar 1781 – 26. August 1844      | 1827–1829 | Lieutenant Governor                                                 |
| Somerset Lowry-Corry, 2. Earl Belmore    | 11. Juli 1774 – 18. April 1841         | 1829–1832 |                                                                     |
| George Cuthbert                          |                                        | 1832      | kommissarisch                                                       |
| Constantine Phipps, 2. Earl of Mulgrave  | 15. Mai 1797 – 28. Juli 1863           | 1832–1834 |                                                                     |
| Generalmajor Sir Amos Norcot             |                                        | 1834      | Lieutenant Governor                                                 |
| Howe Peter Browne, 2. Marquess of Sligo  | 18. Mai 1788 – 26. Januar 1845         | 1834–1836 |                                                                     |
| Sir Lionel Smith                         |                                        | 1836–1839 |                                                                     |
| Sir Charles Metcalfe                     | 30. Januar 1785 – 5. September 1846    | 1839–1842 |                                                                     |
| James Bruce, 8. Earl of Elgin            | 20. Juli 1811 – 20. November 1863      | 1842–1846 |                                                                     |
| Generalmajor George Berkeley             |                                        | 1846–1847 | Lieutenant Governor                                                 |
| Sir Charles Edward Grey                  |                                        | 1847–1853 |                                                                     |
| Sir Henry Barkly                         | 24. Februar 1815 – 20. Oktober 1898    | 1853–1856 |                                                                     |
| Generalmajor Edward Wells Bell           |                                        | 1856–1857 | Lieutenant Governor                                                 |
| Charles Darling                          | 19. Februar 1809 – 25. Januar 1870     | 1857–1862 |                                                                     |
| Edward John Eyre                         | 5. August 1815 – 30. November 1901     | 1862–1864 | Lieutenant Governor                                                 |
| Edward John Eyre                         | s. o.                                  | 1864–1866 | (2. Amtszeit als Gouverneur) nach Morant-Bay-Aufstand zurückgerufen |

## Kronkolonie (1866–1962)
| Name                                | Lebensdaten                          | Amtszeit                              | Bemerkungen                                                          |
| ----------------------------------- | ------------------------------------ | ------------------------------------- | -------------------------------------------------------------------- |
| Sir Henry Knight Storks             | 1811 – 6. September 1874             | 1866                                  |                                                                      |
| Sir John Peter Grant                |                                      | 1866–1874                             |                                                                      |
| W. A. Young                         |                                      | 1874                                  | kommissarisch                                                        |
| Sir William Grey                    | 1818 – 1878                          | 1874–1877                             |                                                                      |
| Edward Rushworth Mann               |                                      | 1877                                  | Lieutenant Governor                                                  |
| Generalmajor Mann                   |                                      | 1877                                  | kommissarisch                                                        |
| Sir Anthony Musgrave                | 31. August 1828 – 9. Oktober 1888    | 1877–1880                             | Seit 1879 vorübergehend dienstunfähig                                |
| Edward Newton                       | November 1832 – 25. April 1897       | 1879–1880                             | Lieutenant Governor, ersetzte Musgrave während dessen Krankheit      |
| Sir Anthony Musgrave                | s. o.                                | 1880–1883                             | (2. Amtszeit)                                                        |
| Oberst Somerset M. Wiseman Clarke   |                                      | 1883                                  | kommissarisch                                                        |
| Generalmajor Dominic Jacotin Gamble |                                      | 1883                                  | kommissarisch                                                        |
| Sir Henry Wylie Norman              | 2. Dezember 1826 – 26. Oktober 1904  | 1883–1889                             |                                                                      |
| Oberst William Clive Justice        |                                      | 1889                                  | kommissarisch                                                        |
| Sir Henry Arthur Blake              | 1840 – 1918                          | 1889–1898                             |                                                                      |
| Generalmajor Henry Jardine Hallowes |                                      | 1898                                  | kommissarisch                                                        |
| Sir Augustus Hemming                |                                      | 1898–1904                             |                                                                      |
| Sydney Olivier                      | 16. April 1859 – 15. Februar 1943    | 1904                                  | kommissarisch                                                        |
| Hugh Clarence Bourne                |                                      | 1904                                  | kommissarisch                                                        |
| Sir James Alexander Swettenham      |                                      | 1904–1907                             |                                                                      |
| Hugh Clarence Bourne                |                                      | 1907                                  | erneut kommissarisch                                                 |
| Sir Sydney Oliver                   | s. o.                                | 1907–1913                             | erneut                                                               |
| Phillip Clarke Cork                 |                                      | 1913                                  | kommissarisch                                                        |
| Sir William Henry Manning           |                                      | 1913–1918                             |                                                                      |
| Sir Leslie Probyn                   |                                      | 1918–1924                             |                                                                      |
| Sir Herbert Bryan                   |                                      | 1924                                  | kommissarisch                                                        |
| Sir Samuel Herbert Wilson           | 1873 – 1950                          | 1924–1925                             |                                                                      |
| Sir Samuel Herbert Wilson           |                                      | 1925–1926                             | kommissarisch                                                        |
| Sir Reginald Edward Stubbs          | 1876 – 1947                          | 1926–1932                             |                                                                      |
| Sir Ransford Slater                 |                                      | 21. November 1932 – April 1934        |                                                                      |
| Sir Edward Brandis Denham           | 1876 – 1938                          | 24. Oktober 1934 – 2. Juni 1938       |                                                                      |
| C. C. Woolley                       |                                      | 1938                                  | kommissarisch                                                        |
| Sir Arthur Frederick Richards       | 21. Februar 1885 – 27. Oktober 1978  | 19. August 1938 – Juli 1943           |                                                                      |
| Sir John Huggins                    |                                      | 29. September 1943 – 7. April 1951    | Teilweise Wiederherstellung der jamaikanischen Selbstverwaltung 1944 |
| Sir Hugh Foot                       | 8. Oktober 1907 – 5. September 1990  | 7. April 1951 – 18. November 1957     |                                                                      |
| Sir Kenneth Blackburne              | 12. Dezember 1907 – 4. November 1980 | 18. Dezember 1957 – 30. November 1962 | Letzter Gouverneur vor Unabhängigkeit Jamaikas                       |

## Unabhängiges Jamaika
Staatsoberhaupt Jamaikas bleibt nach der Unabhängigkeit die Königin oder der König Englands. Der Generalgouverneur vertritt das Staatsoberhaupt vor Ort, er hat rein repräsentative Aufgaben.
Soweit nicht anders angegeben lautet der Titel Generalgouverneur

Flagge des Generalgouverneurs von Jamaika

| Name                          | Lebensdaten | Amtszeit                            | Bemerkungen                            |
| ----------------------------- | ----------- | ----------------------------------- | -------------------------------------- |
| Sir Kenneth Blackburne        | s. o.       | 1962                                | (2. Amtszeit, jetzt Generalgouverneur) |
| Sir Clifford Campbell         | 1892 – 1991 | 30. November 1962 – 2. März 1973    |                                        |
| Sir Herbert Duffus            | 1908 – 2002 | 2. März 1973 – 27. Juni 1973        |                                        |
| Sir Florizel Glasspole        | 1909 – 2000 | 27. Juni 1973 – 31. März 1991       |                                        |
| Edward Zacca                  | 1931 – 2019 | 1991                                | kommissarisch                          |
| Sir Howard Felix Hanlan Cooke | 1915 – 2014 | 1. August 1991 – 15. Februar 2006   |                                        |
| Sir Kenneth Hall              | * 1941      | 15. Februar 2006 – 26. Februar 2009 |                                        |
| Sir Patrick Allen             | * 1951      | 26. Februar 2009 – amtierend        |                                        |